# Sakiko Ikedaová
Sakiko Ikedaová (japonsky 池田 咲紀子, * 8. září 1992 Saitama) je japonská fotbalistka.

## Reprezentační kariéra
Za japonskou reprezentaci v letech 2017 až 2019 odehrála 15 reprezentačních utkání. Byla členkou japonské reprezentace i na Mistrovství světa ve fotbale žen 2019.

## Statistiky
| Japonsko | Japonsko | Japonsko |
| Roky     | Záp.     | Góly     |
| -------- | -------- | -------- |
| 2017     | 8        | 0        |
| 2018     | 6        | 0        |
| 2019     | 1        | 0        |
| Celkem   | 15       | 0        |

## Úspěchy

### Reprezentační
- Mistrovství Asie:  2018
- Mistrovství světa do 20 let:  2012